# Dick Tracy (film, 1945)
Pour les articles homonymes, voir Dick Tracy (homonymie).
Pour plus de détails, voir Fiche technique et Distribution.
Dick Tracy est un film américain réalisé par William Berke, sorti en 1945.

## Synopsis
Le détective Dick Tracy recherche un tueur en série surnommé Splitface qui découpe ses victimes...

## Fiche technique
- Titre original : Dick Tracy
- Titre original alternatif : Dick Tracy, Detective
- Réalisation : William Berke
- Scénario : Eric Taylor, d'après la bande dessinée éponyme de Chester Gould
- Musique : Roy Webb
- Directeur de la photographie : Frank Redman
- Directeurs artistiques : Ralph Berger et Albert S. D'Agostino
- Décors de plateau : Darrell Silvera
- Montage : Ernie Leadlay
- Producteurs : Herman Schlom et Sid Rogell (exécutif)
- Société de production et de distribution : RKO Pictures
- Genre : Film policier
- Format : Noir et blanc
- Durée : 61 min
- Date de sortie :
  - États-Unis :1er décembre 1945

## Distribution
- Morgan Conway : Dick Tracy
- Anne Jeffreys : Tess Trueheart
- Mike Mazurki : Alexis « Splitface » Banning
- Jane Greer : Jane Owens
- Lyle Latell :  Pat Patton
- Joseph Crehan : Le chef Brandon
- Mickey Kuhn : Junior
- Trevor Bardette : Professeur Linwood J. Starling
- Morgan Wallace : Steve Owens
- Milton Parsons : Deathridge
- William Halligan : Le maire

Et, parmi les acteurs non crédités :
- Gertrude Astor : Une femme
- Tommy Noonan : Johnny Moko
- Jason Robards Sr. : Un automobiliste

## Galerie photos

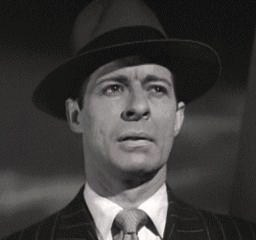
Morgan Conway
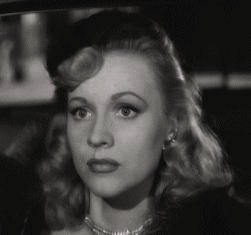
Anne Jeffreys
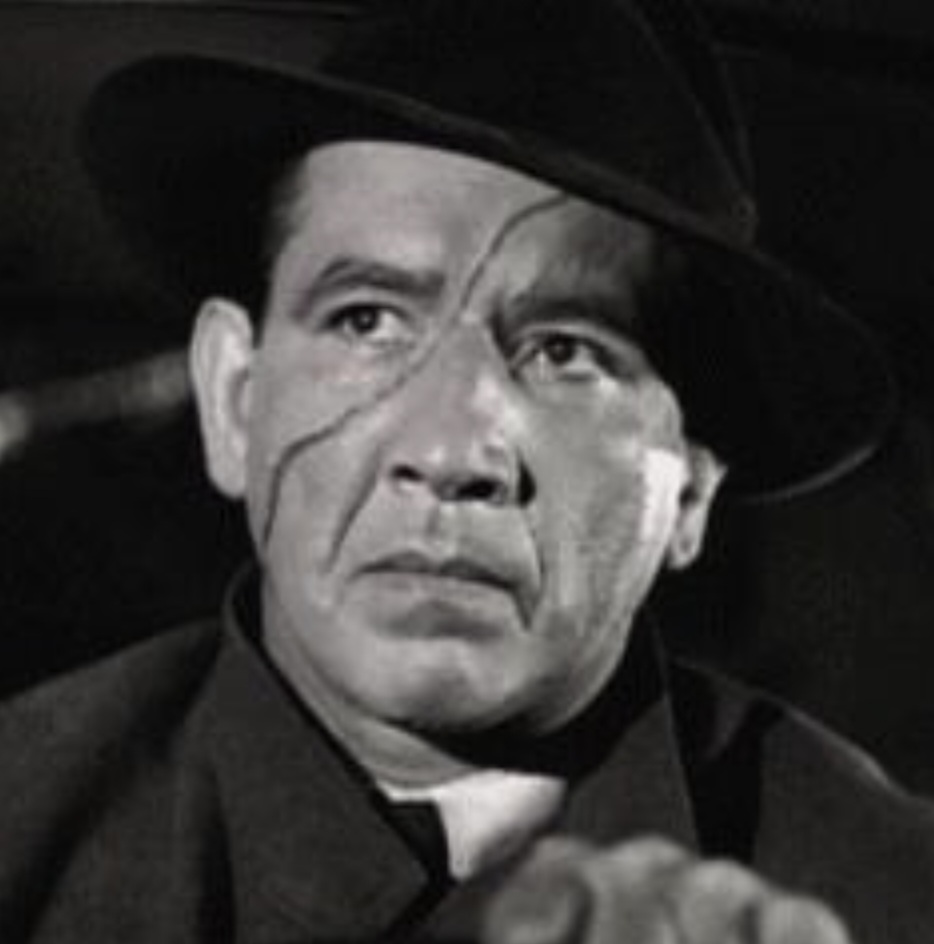
Mike Mazurki
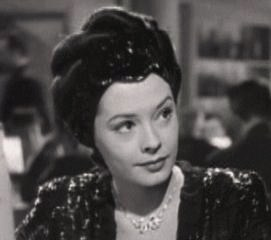
Jane Greer
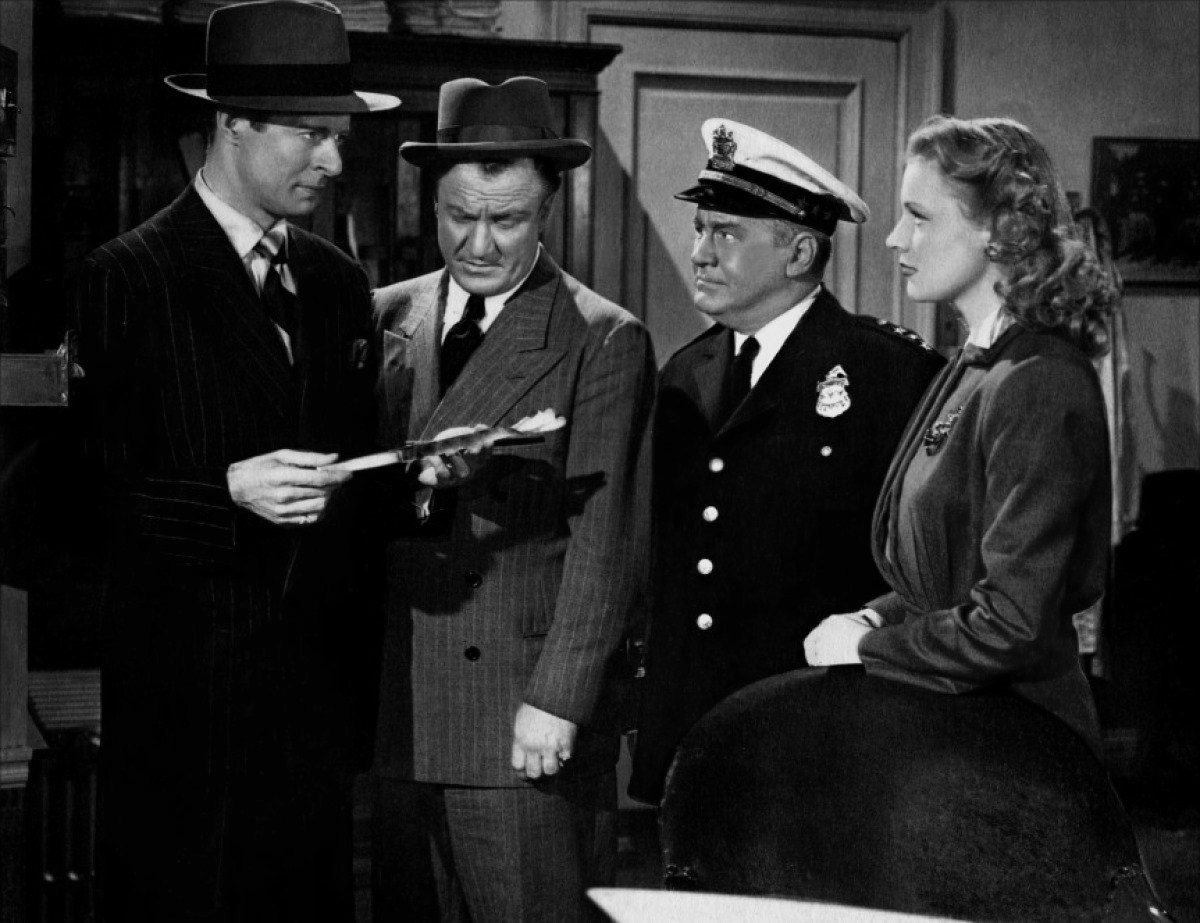
Morgan Conway, Lyle Latell, Joseph Crehan et Anne Jeffreys (de g. à d.)

## Quadrilogie Dick Tracy
- Quatre films ont été produits sur le personnage par la RKO :

- 1945 : Dick Tracy
- 1946 : Dick Tracy contre Cueball
- 1947 : Dick Tracy contre le gang
- 1947 : Dick Tracy contre La Griffe